# AT&T Hobbit
AT&T Hobbit é um microprocessador de baixo custo desenvolvido no início da década de 1990 pela AT&T. Foi usado nos primeiros protótipos do computador BeBox.